# Metoda nauczania
Metoda nauczania – celowo i systematycznie stosowany sposób pracy nauczyciela z uczniami, który umożliwia uczniom opanowanie wiedzy wraz z umiejętnością posługiwania się nią w praktyce, jak również rozwijanie zdolności i zainteresowań poznawczych uczniów.
Dobór metod nauczania zależy od:
- wieku uczniów;
- treści nauczania;
- kwalifikacji i doświadczenia nauczyciela;
- czasu nauczania;
- celów i zadań pracy dydaktyczno-wychowawczej;
- organizacji i środków, których zamierza użyć nauczyciel.

## Elementy metod nauczania
Każda z metod nauczania zawiera dwa elementy:
- przygotowanie materiału nauczania,
- praca z uczniami.

## Klasyfikacja metod nauczania
Ze względu na pojawianie się ciągle nowych metod, klasyfikacja nie jest ujednolicona.

### Klasyfikacje według wybranych autorów opracowań pedagogicznych
Podział Czesława Kupisiewicza z dodanymi metodami aktywizującymi:
- metody oparte na słowie: wykład, opowiadanie, pogadanka, opis, dyskusja, praca z książką;
- metody oparte na obserwacji i pomiarze: pokaz, pomiar;
- metody oparte na praktycznej działalności uczniów: laboratoryjna, zajęć praktycznych;
- metody aktywizujące: burza mózgów, sytuacyjna, inscenizacji, problemowa itp.

Klasyfikacja metod oparta na koncepcji wielostronnego nauczania-uczenia się Wincentego Okonia:
- metody asymilacji wiedzy – uczenie się przez przyswajanie: pogadanka, dyskusja, wykład, praca z książką;
- metody samodzielnego dochodzenia do wiedzy – uczenie się przez odkrywanie; klasyczna metoda problemowa, metoda przypadków, metoda sytuacyjna, giełda pomysłów mikronauczanie, gry dydaktyczne;
- metody waloryzacyjne – uczenie się przez przeżywanie; metody impresyjne, metody ekspresyjne;
- metody praktyczne – uczenie się przez działanie; metody ćwiczebne, metody realizacji zadań wytwórczych.

Klasyfikacja Tadeusza Nowackiego:
- metody nauczania teoretycznego: wykład, pogadanka, dyskusja, opis, opowiadanie, wyjaśnienie;
- metody nauczania praktycznego: rozwijanie umiejętności, pokaz, ćwiczenie, instruktaż, inscenizacja.

Klasyfikacja K. Kruszewskiego:
- metody słowne;
- metody oglądowe;
- metody praktyczne;
- metody gier dydaktycznych.

Klasyfikacje K. Grzesika:
- metody pisemne
- metody praktyczne
- metody teoretyczne
- metody słowne
- metody proste i złożone

### Zmodyfikowany podział metod nauczania
Podział stosowany obecnie w opracowaniach pedagogicznych.
- Metody podające:
  - wykład informacyjny: służy do przekazywania informacji w sposób usystematyzowany;
  - pogadanka: rozmowa nauczyciela z uczniem w toku której nauczyciel przedstawia określone treści, stawia pytania a uczniowie odpowiadają;
  - opowiadanie: polega na przedstawieniu tematu o określonej akcji i w czasie; powinno być realizowane żywo i barwnie;
  - opis;
  - prelekcja;
  - anegdota;
  - odczyt;
  - objaśnienie lub wyjaśnienie.
- Metody problemowe:
  - wykład problemowy;
  - wykład konwersatoryjny;
  - klasyczna metoda problemowa;
- Metody aktywizujące:
  - metoda przypadków;
  - metoda sytuacyjna;
  - inscenizacja;
  - gry dydaktyczne:
    - symulacyjne;
    - decyzyjne;
    - psychologiczne;

  - seminarium;
  - dyskusja dydaktyczna:
    - związana z wykładem;
    - okrągłego stołu;
    - wielokrotna;
    - burza mózgów;
    - panelowa;
    - metaplan.
- Metody eksponujące:
  - film;
  - sztuka teatralna;
  - ekspozycja;
  - pokaz połączony z przeżyciem.
- Metody programowane:
  - z użyciem komputera;
  - z użyciem maszyny dydaktycznej;
  - z użyciem podręcznika programowanego.
- Metody praktyczne:
  - pokaz;
  - ćwiczenia przedmiotowe;
  - ćwiczenia laboratoryjne;
  - ćwiczenia produkcyjne;
  - metoda projektów;
  - metoda tekstu przewodniego;
  - seminarium;
  - symulacja.

## Funkcje metod nauczania
Metody spełniają następujące funkcje:
- służą zapoznaniu uczniów z nowym materiałem;
- zapewniają utrwalenie zdobytej wiedzy;
- umożliwiają kontrolę i ocenę stopnia opanowania wiedzy.